# Prva crnogorska liga (2006/2007)
Sezon 2006/07 Czarnogórskiej Prvej Ligi był to pierwszy sezon w historii tych rozgrywek. Mistrz rozgrywek awansował do eliminacji Ligi Mistrzów, zaś wicemistrz do Pucharu UEFA. Trzecia drużyna rozgrywek awansowała do Pucharu Intertoto.
Zwycięzcą ligi została drużyna Zeta Golubovci. Był to pierwszy tytuł mistrzowski tej drużyny w niepodległej Czarnogórze. Druga był FK Budućnost Podgorica. Na podium znalazł się również Grbalj Radanovići.
Pierwsza kolejka odbyła się w dniach 12 sierpnia 2006 roku. Ostatnia trzydziesta trzecia rozegrana została 26 maja 2007 roku. Sezon zakończył się barażami, które rozegrano 2 czerwca i 9 czerwca.
Królami strzelców zostali Damir Čakar z Rudar Pljevlja oraz Žarko Korać z Zeta Golubovci, który w całym sezonie zdobył 16 goli.

## Uczestnicy ligi
W tej edycji startowało 12 drużyn:
- FK Budućnost Podgorica
- Decic Tuzi
- FK Berane
- Grbalj Radanovići
- Jedinstvo Bijelo Polje
- Kom Podgorica
- Mladost Podgorica
- Mogren Budva
- OFK Petrovac
- Rudar Pljevlja
- Sutjeska Nikšić
- Zeta Golubovci

## Wyniki
Rozegrano 198 spotkań.

## Najlepsi strzelcy
16 goli
- Damir Čakar (Rudar Pljevlja)
- Žarko Korać (Zeta Golubovci)

13 goli
- Đulijano Camaj (Dečić Tuzi)

12 goli
- Slaven Stjepanović (Zeta Golubovci)

11 goli
- Dragan Bošković (Grbalj Radanovići)
- Igor Burzanović (FK Budućnost Podgorica)

## Tabela
Lp. = lokata, M = liczba rozegranych spotkań, W = Wygrane, R = Remisy, P = Porażki, G+ = Gole strzelone, G- = Gole stracone, Pkt = Liczba zdobytych punktów
| Lp. | Zespół                 | M  | W  | R  | P  | G + | G - | +/- | Pkt | Uwagi                                       |
| --- | ---------------------- | -- | -- | -- | -- | --- | --- | --- | --- | ------------------------------------------- |
| 1   | Zeta Golubovci         | 33 | 25 | 4  | 4  | 65  | 18  | +47 | 78  | Awans do eliminacji Ligi Mistrzów 2007/2008 |
| 2   | FK Budućnost Podgorica | 33 | 22 | 10 | 1  | 58  | 12  | +46 | 76  | Awans do eliminacji Pucharu UEFA 2007/2008  |
| 3   | Grbalj Radanovići      | 33 | 14 | 7  | 12 | 37  | 30  | +7  | 49  | Awans do Pucharu Intertoto 2008             |
| 4   | Rudar Pljevlja         | 33 | 14 | 5  | 14 | 37  | 32  | +5  | 47  | Awans do eliminacji Pucharu UEFA 2007/2008  |
| 5   | Mogren Budva           | 33 | 10 | 12 | 11 | 27  | 27  | 0   | 42  |                                             |
| 6   | OFK Petrovac           | 33 | 10 | 10 | 13 | 24  | 37  | −13 | 40  |                                             |
| 7   | Kom Podgorica          | 33 | 9  | 11 | 13 | 27  | 31  | −4  | 38  |                                             |
| 8   | Sutjeska Nikšić        | 33 | 10 | 8  | 15 | 24  | 33  | −9  | 38  |                                             |
| 9   | Mladost Podgorica      | 33 | 9  | 11 | 13 | 34  | 49  | −15 | 38  |                                             |
| 10  | FK Dečić               | 33 | 8  | 10 | 15 | 29  | 46  | −17 | 34  | Baraż o utrzymanie                          |
| 11  | Jedinstvo Bijelo Polje | 33 | 6  | 13 | 14 | 27  | 51  | –24 | 31  | Baraż o utrzymanie                          |
| 12  | FK Berane              | 33 | 7  | 7  | 19 | 25  | 48  | −23 | 28  | Spadek do drugiej ligi                      |